# Le Petit Livre rouge d'un photographe chinois
Le Petit Livre rouge d'un photographe (Red-Color News Soldier) est un ouvrage de Li Zhensheng paru en 2003 aux Éditions Phaidon. Pendant la révolution culturelle ce dernier est un photographe officiel du Parti communiste chinois. Il est connu par la publication de photos qu'il avait prises lors de cette période.

## Présentation

### Origine
Robert Pledge, directeur de l'agence internationale de photojournalisme Contact Press Images, rencontre Li Zhensheng en décembre 1988 à Pékin. Ils décident de travailler ensemble pour faire découvrir à l'étranger le travail de Li pendant la révolution culturelle. Toutefois, les massacres de la place Tian'anmen en juin 1989 retardent leur coopération. À partir de 1996, Li fait parvenir à New York, par petits paquets, près de 30 000 négatifs. Parmi ceux-ci, 306 seront retenus pour réaliser Red-Color News Soldier.

### Contenu
L'ouvrage présente principalement des photographies officielles,.
Dans son ouvrage, Li commente les photographies de l'exécution de huit condamnés. « ils sont montés sur la plateforme d'un camion, ils traversèrent ainsi la ville de Harbin jusqu'au cimetière de Huang Shan, on leur lia les mains puis une fois agenouillés, ils sont tués d'une balle dans la nuque. Je pris la décision de faire des gros plans des corps des victimes. Mais avec mon objectif de 35 mm, il me fallut m'approcher très près, ». Une violence débridée apparaît dans de nombreuses photographies, en particulier celle des jeunes gens à l’encontre de personnes d’âge mûr.

## Accueil critique

### Universitaires
Pour le sinologue Jean-Philippe Béja : « le Parti qui a l’habitude d’effacer l’histoire et de la réécrire de manière périodique se retrouve ici confronté à sa véritable pratique, et le résultat est explosif. Ajoutons que Li Zhensheng est un photographe de talent, que son souci du cadrage et de la lumière font de cet atroce document sur la Chine contemporaine un livre d’art ». L'historien Jonathan Spence indique que Li Zhensheng « lègue à ses contemporains ainsi qu'aux générations chinoises, un héritage d'une valeur inestimable ». Le sinologue Claude Hudelot précise qu'à la différence des autres photographes officiels du régime communiste « il ose aussi photographier les exactions qui s'amplifient de mois en mois, la destruction des temples, les déprédations provoquées par les affrontements entre factions rebelles, les brimades, les tortures infligées aux ennemis du peuple ».

### Journalistes
Pour le critique littéraire Olivier Le Naire : « Voici donc la Révolution culturelle sous toutes ses facettes, dans sa complexité et sa brutalité, ses aberrations et ses rebondissements. Tout est là : les danses de la loyauté et les dénonciations, les petits calculs et les grandes illusions, la négation de l'individu et le culte de la personnalité, mais aussi les moines humiliés, l'art saccagé, les livres brûlés, les ados armés, les pères dénoncés, les mères brutalisées, les vieillards insultés, les innocents exécutés ». Le journaliste John Gittings, du Guardian évoque un livre remarquable qui ne peut pas être publié en Chine continentale mais permet d'effectuer un rappel salutaire de l'histoire de la Chine.

## Publications
L'ouvrage a été publié en sept langues dont l'anglais et le français.
- Red-color News Soldier : a Chinese photographer's odyssey through the cultural revolution par Li Zhensheng adapté d'entretiens par Jacques Menasche, édité par Robert Pledge, introduction de Jonathan Spence, Londres, Éditions Phaidon, 2003.  (ISBN 0-7148-4308-3)
- Le Petit Livre rouge d'un photographe chinois : Li Zhensheng et la Révolution culturelle, texte de Li Zhensheng adapté d'entretiens par Jacques Menasche, texte additionnel de Jacques Menasche, édité par Robert Pledge, introduction de Jonathan Spence, traduit par Sabine Boulongne, Paris, Éditions Phaidon, 2003, 315 p., ill.  (ISBN 0-7148-9354-4)

## Récompense
- The Overseas Press Club of America’s : Olivier Rebbot Award for Books[7].

### Note
1. ↑  La mort de Mao Zedong en 1976, n’a pas mis un terme à cette pratique de parade des condamnés dans la ville, comme le montrent les photographies de l’exécution de Wang Shouxin en février 1980.

## À voir